# Riccardia calva
Riccardia calva là một loài rêu trong họ Aneuraceae. Loài này được A.Evans mô tả khoa học đầu tiên năm 1921.